# Exorista rustica
Exorista rustica là một loài ruồi trong họ Tachinidae.